# آسنولدو دیونیش
آسنولدو دیونیش (انگلیسی: Asnoldo Devonish; ۱۵ ژوئن ۱۹۳۲ – ۱ ژانویهٔ ۱۹۹۷) ورزشکار پرش سه‌گام اهل ونزوئلا بود.
وی در مسابقات کشوری و بین‌المللی در مجموع برندهٔ ۳ مدال طلا، ۱ مدال نقره، ۱ مدال برنز شده‌است.